# Terry Smith
Terry Smith (15 de mayo de 1953, Londres, Inglaterra), es un empresario, inversor y gestor de fondos londinense. Ha sido el fundador y director ejecutivo de Fundsmith, una empresa de gestión de inversiones con sede en Londres.
Es reconocido por su estilo de inversión en crecimiento que implica la compra y tenencia de acciones en un número relativamente pequeño de empresas establecidas. Por su forma de inversión, ha recibido el apodo del Warren Buffett inglés.
Ha sido autor de libros de referencia como Investing for Growth y Accounting for Growth y es comentarista habitual en medios de comunicación sobre temas de inversión.

## Trayectoria Profesional
De 1973 a 1984 Smith trabajó para el banco Barclays Bank momento en el que empezó a desarrollar su interés en el análisis de acciones. Posteriormente trabajaría en otras compañías del mismo ámbito hasta llegar en 1990 a UBS Phillips &Drew, donde alcanzó el puesto de jefe de Investigación de Compañías de Reino Unido.
En 1992 fue despedido de UBS tras la publicación de su libro Accounting for Growth, en el que realizó un profundo análisis sobre las prácticas dudosas de empresas para ocultar problemas financieros. 
Tras su despido en 1992 de UBS Phillips & Drew, Terry Smith se unió a la compañía  de servicios financieros Collins Stewart, convirtiéndose en su director ejecutivo en el año 2000. Tres años más tarde, la empresa adquiere Tullet Liberty y posteriormente en 2004 Prebon Group, creando Tullet Prebon, el segundo corredor intermediario más grande del mundo. 
En 2010 Terry Smith crea Fundsmith, una empresa de gestión de inversiones con sede en Londres y se retira en 2014 de Tullet Prebon. El negocio mantiene su estrategia inicial de inversión a largo plazo, de compra y tenencia.
En 2012 fue nombrado, en los Honores del Año Nuevo,  miembro de la Orden del Mérito de Nueva Zelanda, en reconocimiento a sus esfuerzos en las relaciones de Nueva Zelanda en el Reino Unido. 